# Kneipp-Therapie

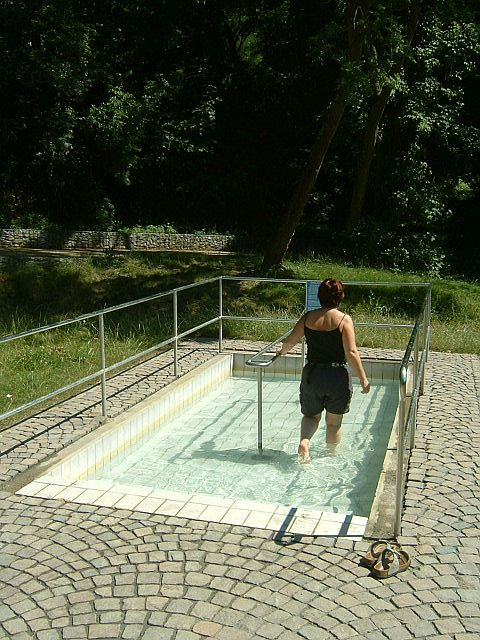
Wassertreten in einer Kneipp-Anlage

Die Kneipp-Therapie oder Kneipp-Medizin ist ein nach dem deutschen Pfarrer Sebastian Kneipp (1821–1897) benanntes Behandlungsverfahren, das Wasseranwendungen, Pflanzenwirkstoffe, Bewegungs- und Ernährungsempfehlungen umfasst. Diese können sowohl vorbeugend (präventiv) als auch zur Behandlung bestehender Erkrankungen (kurativ) eingesetzt werden. Zentrales Element sind Hydrotherapien mit kaltem oder heißem Wasser.
Eine Wirksamkeit ist nicht belegt.
Im Dezember 2015 wurde das Kneippen von der Kultusministerkonferenz als Kulturform in das Bundesweite Verzeichnis des immateriellen Kulturerbes aufgenommen. Am 11. März 2016 erfolgte die Auszeichnung im Sinne des Übereinkommens zur Erhaltung des Immateriellen Kulturerbes der UNESCO.

## Elemente der Kneipp-Therapie

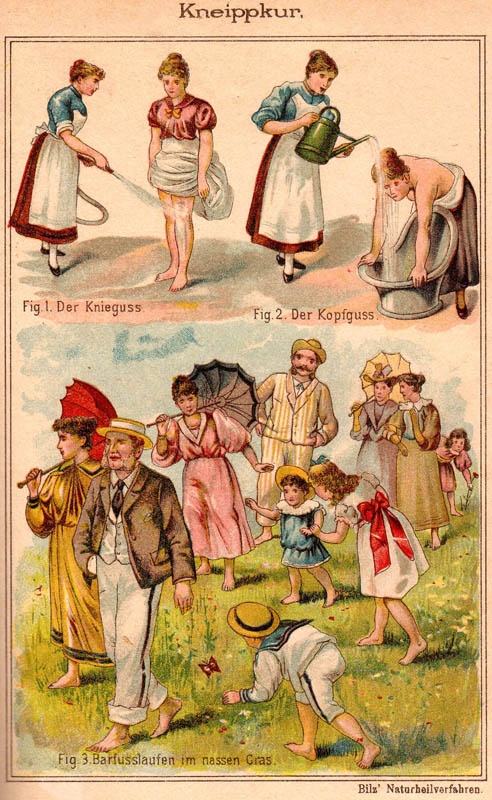
Kneippkur im 19. Jahrhundert

Kneipps Ansatz gründet auf fünf „Säulen“:
- Die Hydrotherapie wendet Wasser an. Die bekanntesten Anwendungen sind Kneippgüsse und Wassertreten (Kneippen). Hinzu kommen Kneippsche Wickel (als Unterwickel, kurzer Wickel, Schal oder dreieckiges Tuch, Beckenpackung und Magenwickel) und Kneippsche Packungen (als Oberaufschläger, Unteraufschläger, Kneippsches Hemd, Kneippsche Magenbinde, Dampfkompresse und Bettdampfbad).[3]
- Die Ernährungstherapie stellt vielseitige Vollwertkost in den Vordergrund.
- Bei der Bewegungstherapie soll auf einengende Kleidung verzichtet werden. Als intensive Form der Bewegung und einfache Abhärtungsmethode hat Kneipp das Barfußlaufen empfohlen.[4]
- Die Phytotherapie nutzt die Möglichkeiten der Heilpflanzen.
- Mit der Ordnungstherapie hat Kneipp einen Weg zu einer bewussten, die Gesundheit erhaltenden Lebensführung vorgeschlagen.

## Vorgehensweise
Die Kneipp-Medizin soll auf dem Wirkprinzip einer „Reizreaktion“ beruhen, das heißt, dass diejenigen natürlichen Reaktionen des Körpers therapeutisch genutzt werden, die mit den oben erwähnten Methoden gereizt werden können. Die Kneipp-Therapie kann oder soll mit medizinischen Verfahren kombiniert werden. Somit versteht sich die Kneipp-Therapie nicht als Gegensatz zur wissenschaftlichen Medizin, sondern als Ergänzung derselben.

## Kneipp-Kur
Die Kneipp-Kur wird in der Regel über eine Zeitdauer von drei bis vier Wochen an einem anerkannten Kneippkurort durchgeführt. Sie beinhaltet die Elemente der nach Kneipp benannten Kneipp-Therapie, vertreten durch den Kneippärztebund, und wird zur Vorbeugung oder Behandlung bestehender Erkrankungen eingesetzt. Indikationen sind Herz-Kreislauf-Erkrankungen, orthopädische Erkrankungen, Abwehrschwäche, neurologische Krankheitsbilder (z. B. schmerzhafte Polyneuropathie) und vegetative Störungen.
Einige elementare Bestandteile einer Kneippkur können auch außerhalb eines Kuraufenthalts selbständig durchgeführt werden, wie zum Beispiel das Barfußlaufen im seichten Wasser (Wassertreten), auf taufrischen Wiesen (Tautreten) oder im Schnee (Schneegehen).

## Wirksamkeit
Für Kneipp-Therapien, insbesondere Kneipp-Kuren, werden verschiedene gesundheitsbezogene Effekte behauptet, beispielsweise sollen Kneipp-Kuren das Immunsystem „stärken“, oder verschiedene Erkrankungen (Herzschwäche, Krampfadern, psychische Probleme) lindern. In verschiedenen Studien wurde eine Wirksamkeit untersucht, jedoch haben diese grobe Mängel und sind widersprüchlich. Es gibt somit keine verlässlichen Hinweise darauf, dass Kneippen eine heilende Wirkung habe.

## Öffentliche Kneipp-Anlagen in Deutschland
siehe Liste öffentlicher Kneipp-Anlagen in Deutschland